# Оссі Лоухіваара
Оссі Лоухіваара (фін. Ossi Louhivaara; 31 серпня 1983, м. Котка, Фінляндія) — фінський хокеїст, правий нападник. Виступає за ХК «Лозанна» у Національній лізі А.
Вихованець хокейної школи ЮІП (Ювяскюля). Виступав за «КооКоо» (Коувола), ЮІП (Ювяскюля), СаПКо (Савонлінна).
У чемпіонатах Фінляндії провів 532 матчі (117+139), у плей-оф — 81 матч (22+16). 
У складі національної збірної Фінляндії учасник чемпіонату світу 2015 (6 матчів, 0+1).
Досягнення
- Чемпіон Фінляндії (2009, 2012), бронзовий призер (2010, 2013)
- Володар Європейського трофею (2014)